# Kilonóva
A kilonóva egy csillagászati jelenség, melynek során két sűrű, csillagászati objektum, például két neutroncsillag vagy egy neutroncsillag és egy fekete lyuk egymásba olvad.
A jelenséget a NASA Hubble űrteleszkópja észlelte, első ízben 2013-ban. Az összeolvadás következménye rövid gamma-kitörés, aminek okát eddig nem tudták megmagyarázni. Az összeolvadás (és az ezzel járó robbanás) előtti ezredmásodpercekben a két csillag egymás körül gyors keringésbe kezd, aminek során erősen radioaktív anyag keletkezik. Ez az anyag felmelegszik és kiterjed, és fénykitörést produkál a látható spektrumban. Az eredményül kapott kilonóva ezerszer fényesebb (innen az elnevezés), mint egy szabályos nóva, de egy szupernóva tízszer vagy akár százszor fényesebb nála.
A kitörés legfeljebb néhány másodpercig tart. Néha halvány utófénylés marad utána a látható spektrumban vagy infravörösben, ami néhány óráig vagy napig tart.
A jelenség két fontos tudományos szempontból is érdekes. Az egyik, hogy a kilonóva jelenség során nagy mennyiségben keletkezhetnek és szétszóródhatnak a világűrben olyan nehezebb kémiai elemek, mint például az arany és a platina, amik keletkezésére eddig nem volt megfelelő magyarázat. A másik, hogy az összeolvadás során gravitációs hullámok keletkeznek, amiket első ízben Albert Einstein jósolt meg.